# ترميز التبديل
يمكن على الحواسيب الشخصية المزودة بلوحات مفاتيح رقمية تستخدم أنظمة التشغيل مايكروسوفت، مثل ويندوز، إدخال العديد من الرموز التي لا تتبوأ مكانا مخصصا في لوحة المفاتيح باستخدام ترميز التبديل (Alt code). يتم ذلك عن طريق الضغط مع الاستمرار على زر Alt، ثم كتابة رقم من لوحة الأرقام لتحديد الرمز ثم إفلات زر Alt.